# Piz Bles
Der Piz Bles ⓘ ist ein Berg zwischen der Val Madris, einem Seitental des Averstal im Kanton Graubünden in der Schweiz und der Valle di Lei, einem Tal in der Provinz Sondrio in Italien. Er hat eine Höhe von 3044 m ü. M.

## Lage und Umgebung
Der Piz Bles gehört zur Kette Schiahorn – Pizz Gallagiun, einer Untergruppe der Oberhalbsteiner Alpen. Über dem Gipfel verläuft die Grenze zwischen den Gemeinden Bregaglia, Kanton Graubünden, Schweiz und Piuro, Provinz Sondrio, Italien. Der Piz Bleis wird im Osten durch die Val Madris, einem Seitental des Averstal und im Westen durch die Valle di Lei eingefasst. In der Valle di Lei befindet sich der Stausee Lago di Lei.
Aus der Val Madris wirkt der Piz Bles wuchtig und massig. Vom Gipfel gehen drei Grate aus, der felsige Ostgrat mit mehreren Nebengipfeln, der oben blockige, unten in Schutt übergehende Nordgrat und der nur wenig absinkende Südgrat.
Zu den Nachbargipfeln gehören Schiahorn, Russa,  Cima di Pian Vacca und Schwarzseehorn im Norden, Tscheischhorn und Wissberg im Osten, Pizzun und Pizz Gallagiun im Südosten, Cima da Lägh, Pizzo Rosso, Cima da la Sovräna und Pizzo d’Inferno im Süden sowie Pizzo Stella, Pizzo Peloso und Pizzo Groppera im Westen.
Der am weitesten entfernte sichtbare Punkt (44° 10′ 29,4″ N, 7° 14′ 43,3″ O) vom Piz Bles ist die Testa Nord di Bresses (2830 m s.l.m.) in der Gemeinde Valdieri in der italienischen Provinz Cuneo, Region Piemont. Die Testa Nord di Bresses befindet sich 370 m von der Landesgrenze zwischen Italien und Frankreich (Gemeinde Valdeblore im Département Alpes-Maritimes in der Region Provence-Alpes-Côte d’Azur). Sie ist 302 km vom Piz Bles entfernt.
Sowohl am Fuss der Nordflanke des Piz Bles als auch in der Nische zwischen Ost- und Südgrat befinden sich noch kleine Gletscher (eher zwei Firnfelder). Die Wände oberhalb dieser einst stärker ausgedehnteren Gletscher bestehen meistenorts aus labilen Felsen, die ihrer eisigen Stützen beraubt wurden und nun ziemlich brüchig geworden sind.
Talort ist Cröt, häufiger Ausgangspunkt Stettli im Val Madris.

## Routen zum Gipfel

### Sommerrouten
Weil die Felsen die Stützwirkung der Gletscher verloren haben, ist weder die Begehung des felsigen Ostgrates noch der Anstieg von Südosten her empfehlenswert.

#### Über den Nordgrat

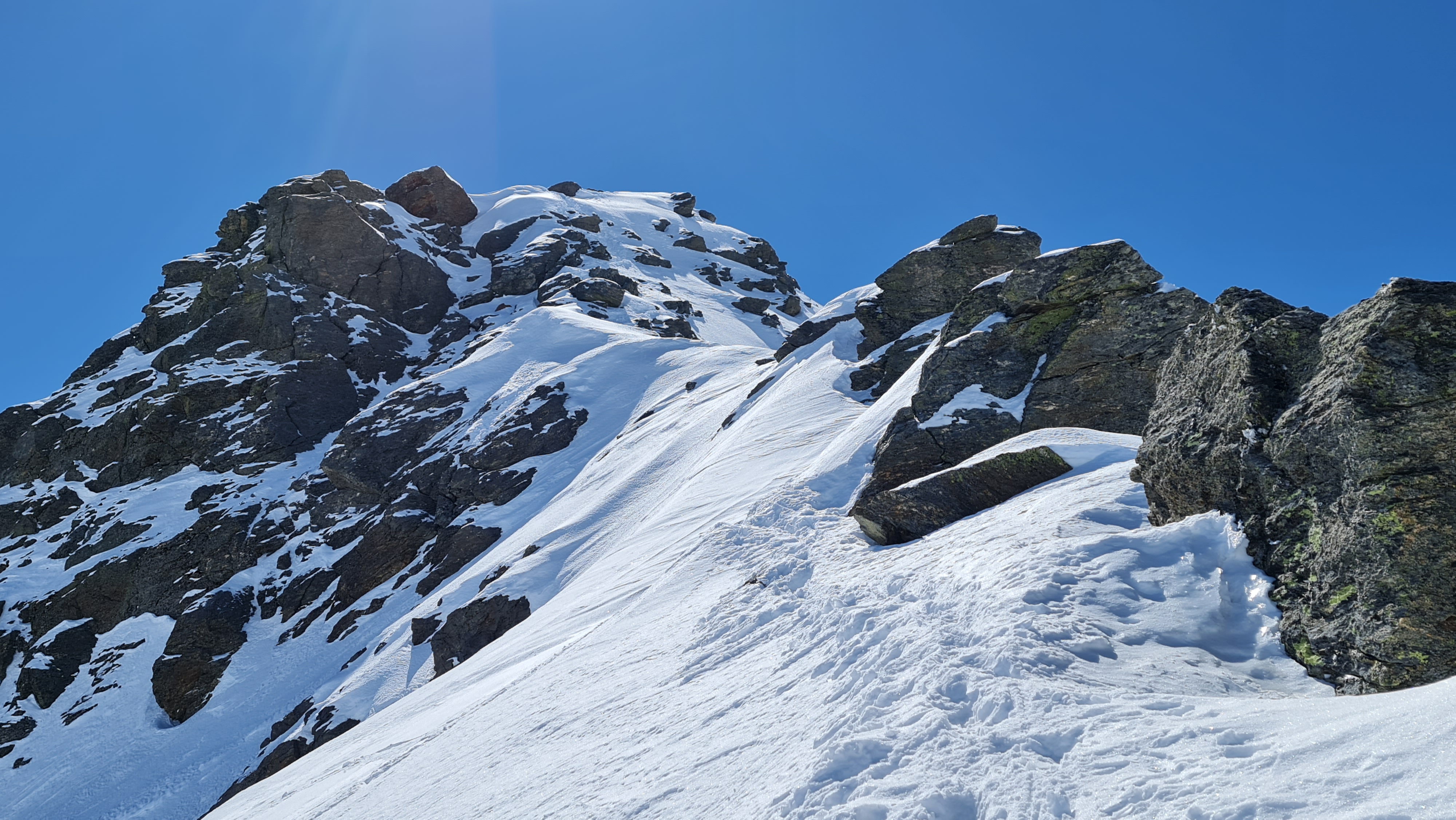
Nordgrat des Piz Bles

- Ausgangspunkt: Stettli (Cröt, 1800 m) oder Staumauer Lago di Lei (1933 m)
- Via: Pass de la Bles (2788 m)
- Schwierigkeit: L
- Zeitaufwand: 4¼ von Stettli oder 5¾ von der Staumauer (50 Min vom Pass de la Bles)

#### Durch die Nordflanke
- Ausgangspunkt: Stettli (Cröt, 1800 m)
- Via: Preda (1951 m), P.2695, Nordgrat
- Schwierigkeit: L
- Zeitaufwand: 4½ Stunden von Stettli (3¼ Stunden von Preda)

#### Durch die Westflanke
- Ausgangspunkt: Staumauer Lago di Lei
- Via: Alpe Pian del Nido (1951 m), Nordgrat
- Schwierigkeit: L
- Zeitaufwand: 5½ Stunden (3 Stunden von der Alpe Pian del Nido)

### Winterrouten

#### Von Stettli
- Ausgangspunkt: Stettli (Cröt, 1800 m)
- Via: Brücke (1887 m) hinter der Alp Bles, Val da la Bles, Nordgrat, Skidepot auf 2900 m
- Expositionen: NE, N
- Schwierigkeit: ZS-
- Zeitaufwand: 4¼ Stunden

## Galerie

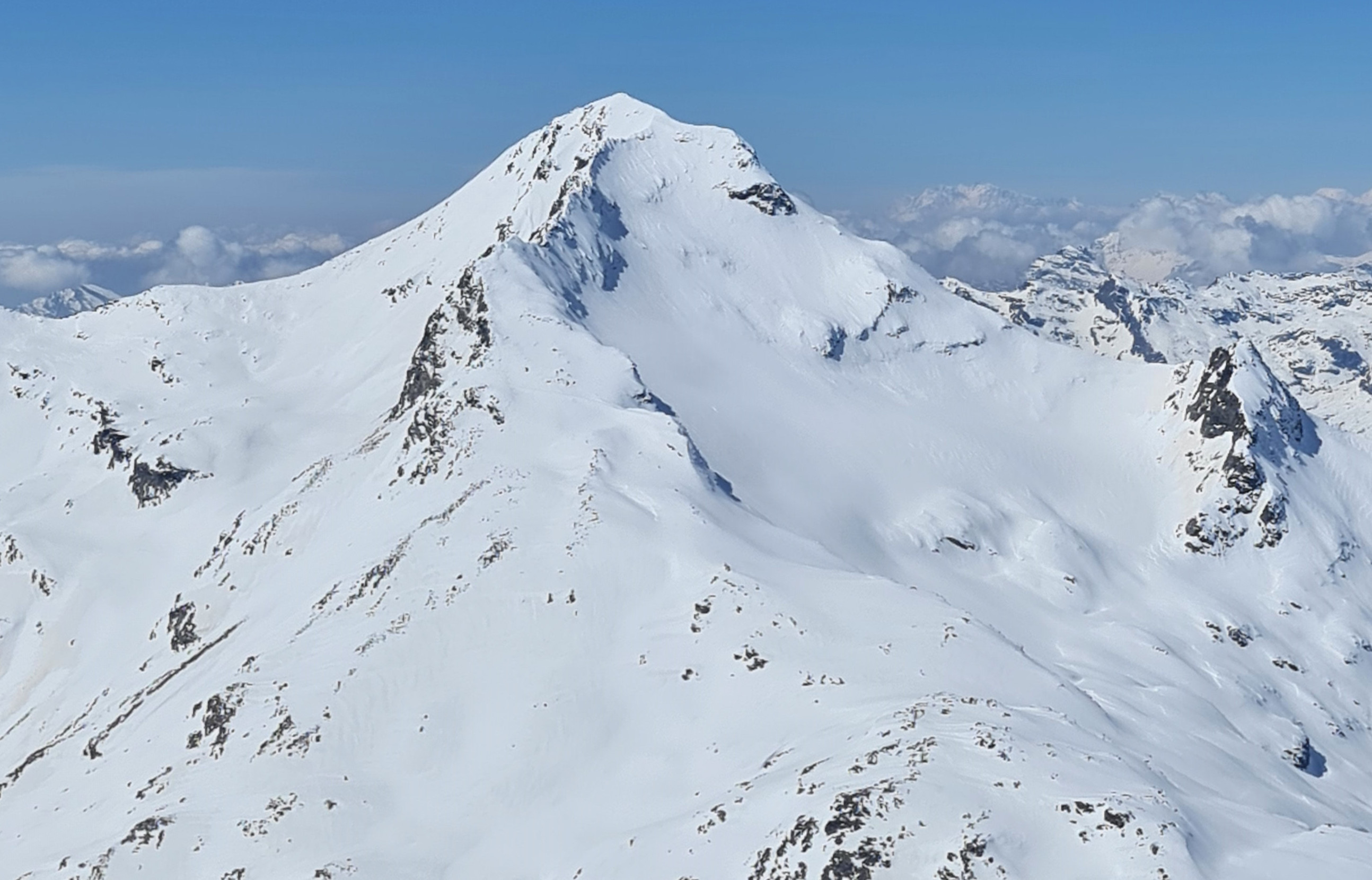
Blick nach Südwesten zum Pizzo Stella.
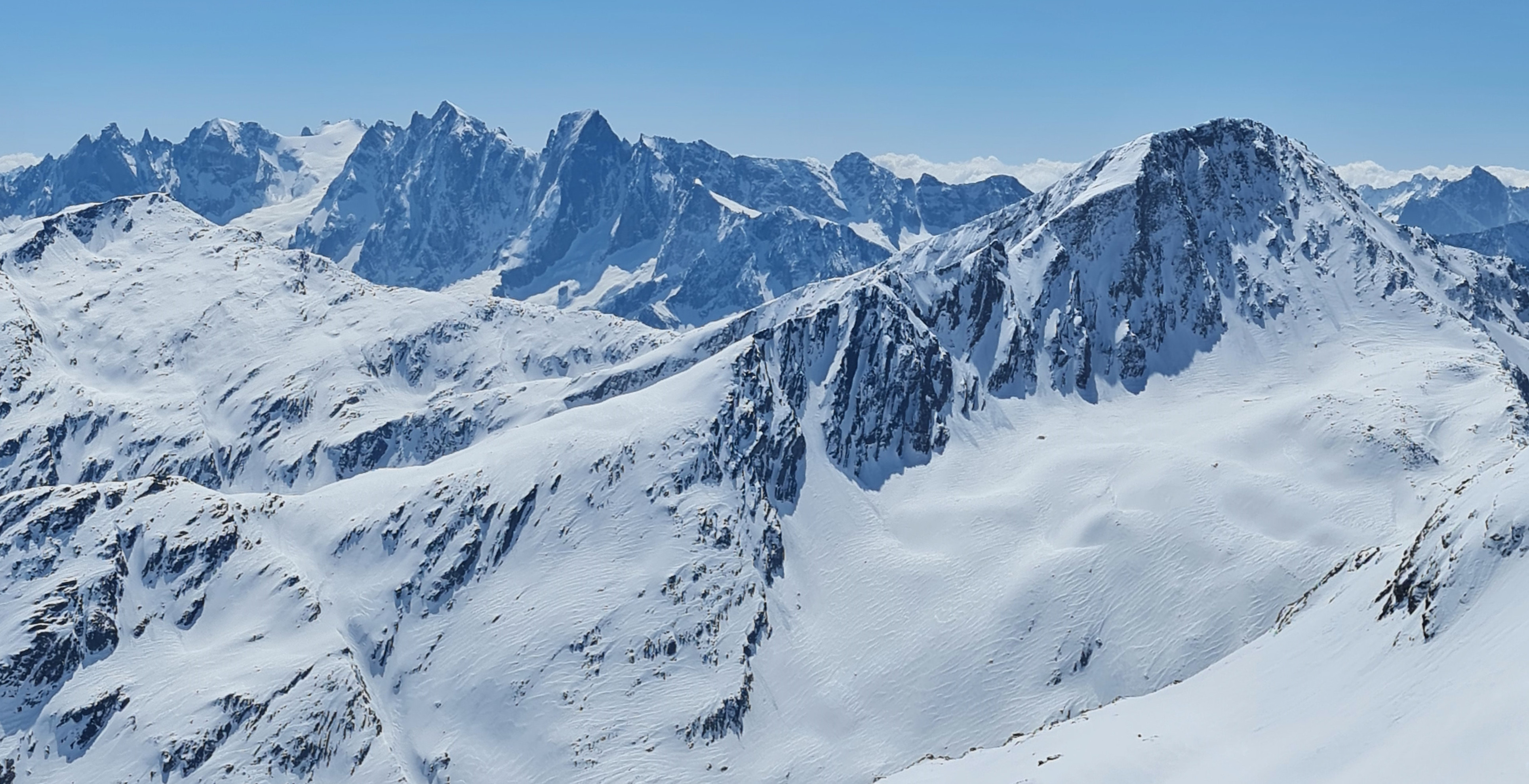
Blick nach Südosten zu Pizz Gallagiun und den Bergeller Alpen (für Annotationen der einzelnen Berge aufs Bild klicken)
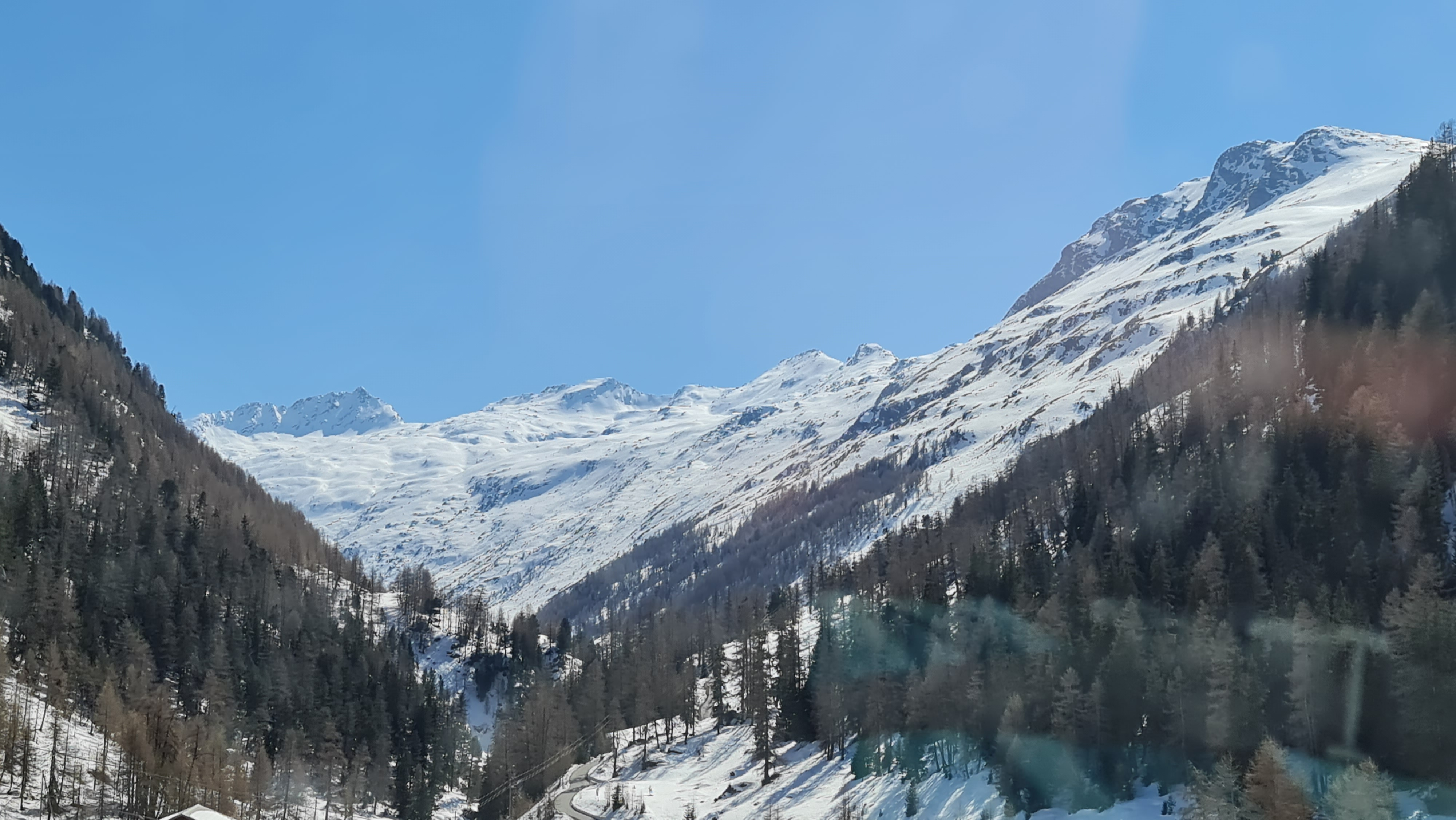
Piz Bles, Schwarzseehorn, Cima di Pian Vacca, Cima di Pian Secco und Russa (vlnr), aufgenommen von Cröt.
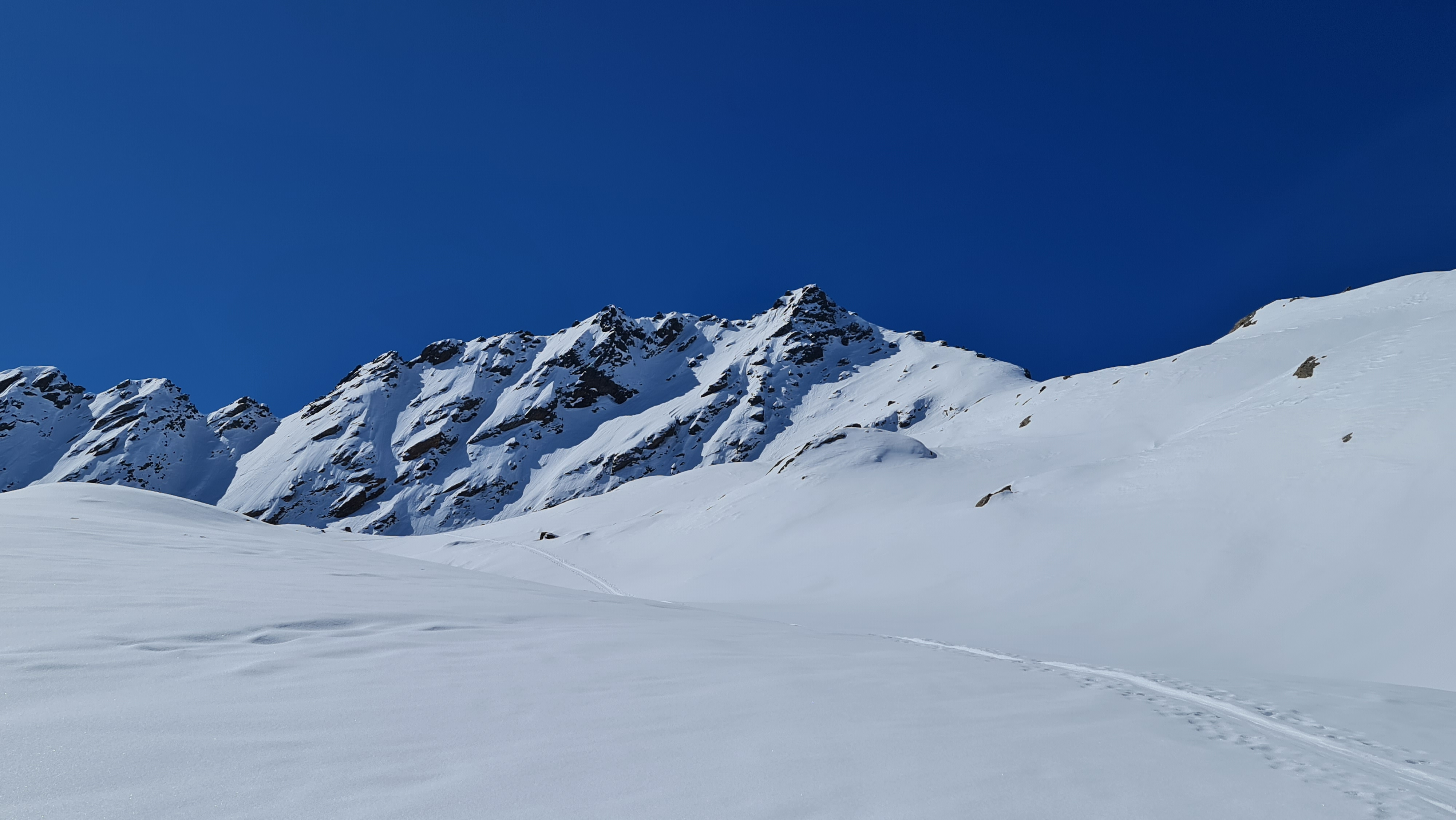
Der Piz Bles, aufgenommen vom nördlich gelegenen Val da la Bles.